# Albert Ostermaier
Albert Ostermaier, né à Munich le 30 novembre 1967 , est un poète, dramaturge et romancier allemand.

## Biographie
Il commence tôt à publier des textes poétiques. En 1993, il se lance dans l'écriture d'une pièce de théâtre, intitulée Zwischen den Feuern. La création de Tollertopographie (Topographie Toller) au Théâtre national bavarois de Munich en 1995 a été à l'origine de son succès. Il a effectué une résidence d'auteur au Théâtre national de Mannheim, au Théâtre national bavarois de Munich et au Théâtre de Vienne. Son premier roman Zephyr paraît en 2008. En outre, il dispense des cours dans plusieurs universités et assure la direction du Festival international Brecht « abc » d'Augsbourg de 2006 à 2008. En 2011, il occupe le poste de directeur du Romantik-Festival READ. Actuellement, Albert Ostermaier habite à Munich.
Il obtient le prix Kleist en 2003 et le prix Bertolt Brecht en 2010.

## Œuvres

### Livrets d'opéra
- 2010 : Die Tragödie des Teufels, de Péter Eötvös[2].
- 2013 : Paradise Reloaded (Lilith), de Péter Eötvös[3].

### Œuvres traduites en français
- Heartcore, et autres poèmes, trad. de Philippe Henri Ledru, Bordeaux, France, Éditions Escampette, 2000, 123 p.  (ISBN 2-909428-85-0)